# Crocidura virgata
Crocidura virgata és una espècie de mamífer de la família de les musaranyes (Soricidae)que viu al Camerun i Nigèria.